# Trałowce typu Lindau
Trałowce typu Lindau (typ 320) – typ osiemnastu niemieckich trałowców zbudowanych w latach 1957-1959 przez stocznię Burmester Werft w Bremie. Służyły w zachodnioniemieckiej marynarce Bundesmarine, a potem marynarce zjednoczonych Niemiec.
W latach 70. XX wieku okręty przeszły modernizację przeprowadzoną w dwóch turach, w wyniku której 12 zostało przeklasyfikowanych na niszczyciele min oraz otrzymało oznaczenie typ 331A/B, a sześć zostało dostosowane do roli okrętów kierujących bezzałogowymi kutrami trałowymi systemu Troika i oznaczonych jako typ 351.
Okręty zostały wycofane ze służby w Deutsche Marine w latach 90. XX wieku. Większość okrętów sprzedana została marynarkom wojennym Republiki Południowej Afryki, Estonii, Litwy, Łotwy oraz Gruzji.

## Historia
Trałowce typu 320 (Lindau) były jednym z pierwszych typów okrętów zbudowanych dla powojennej nowo utworzonej marynarki Niemiec Zachodnich Bundesmarine. Klasyfikowane były jako trałowce przybrzeżne (niem. Kustenminensuchboote). Zbudowano je w ramach pierwszego programu rozbudowy marynarki, przyjętego przez Bundestag w maju 1956 roku. Wszystkie powstały w stoczni Burmester w Bremie. Stanowiły zmodyfikowaną do niemieckich wymagań wersję standardowego trałowca przybrzeżnego AMS/MSC opracowanego w USA dla krajów NATO. Dla obniżenia ryzyka ze strony min magnetycznych typ ten miał drewniane kadłuby laminowane tworzywem sztucznym i maszyny zbudowane z materiałów niemagnetycznych.
Pierwsze siedem jednostek zwodowano w 1957 roku, przy czym główny okręt typu „Lindau” był pierwszym okrętem wodowanym dla Bundesmarine 16 lutego 1957 roku. Sześć wodowano w 1958 roku i pięć w 1959 roku; łącznie zbudowano 18. Ostatnie dwa: „Fulda” i „Völkingen”, weszły do służby w marcu i maju 1960 roku. Z powodu niewystarczającej przestrzeni roboczej na pokładzie rufowym, po zbudowaniu okręty zostały wydłużone o 2 m (z 45 do 47,1 m) – jako pierwszy „Schleswig” w 1960, a pozostałe do 1964 roku. Okręty wyposażono też wówczas w nadburcie ciągnące się od podwyższonego pokładu dziobowego do rufy i poddano drobnym modyfikacjom.
W 1969 roku „Fulda”, a w 1972 roku „Flensburg” zostały zmodernizowane i przekształcone w niszczyciele min, oznaczone jako Typ 331A. Dotychczasowy sonar zamieniono na Type 193M, usunięto wyposażenie trałowe i dodano pomocnicze opuszczane pędniki Schottel na rufie dla polepszenia manewrowości. W latach 1976–79 dalsze 10 trałowców przekształcono w niszczyciele min typu 331B, różniące się brakiem pędników pomocniczych, za to wyposażeniem w dwa pojazdy podwodne PAP-104, które później otrzymały też okręty typu 331A (były to: „Lindau”, „Tübingen”, „Minden”, „Koblenz”, „Göttingen”, „Cuxhaven”, „Weilheim”,„Marburg”, „Völkingen”). W latach 1979–1983 roku pozostałe sześć trałowców zostało zmodyfikowanych do roli okrętów kierujących bezzałogowymi kutrami trałowymi systemu Troika i oznaczonych jako Typ 351.

## Okręty
- „Göttingen” (M1070)
- „Koblenz” (M1071; sprzedany Litwie jako „Sūduvis” (M52))
- „Lindau” (M1072; sprzedany Estonii jako „Sulev” (M312))
- „Schleswig” (M1073; sprzedany RPA jako „Tschwane” (M1221)))
- „Tübingen”(M1074)
- „Wetzlar” (M1075)
- „Paderborn” (M1076; sprzedany RPA jako „Mangaun” (M1222))
- „Weilheim” (M1077)
- „Cuxhaven” (M1078; sprzedany Estonii jako „Wambola” (M311))
- „Düren” (M1079; sprzedany RPA jako „Kapa” (M1223))
- „Marburg” (M1080; sprzedany Litwie jako „Kuršis” (M51))
- „Konstanz” (M1081)
- „Wolfsburg” (M1082; sprzedany RPA jako „Tekwini” (M1225))
- „Ulm” (M1083)
- „Flensburg” (M1084)
- „Minden” (M1085; sprzedany Gruzji jako „Ayeti” (P22))
- „Fulda” (M1086)
- „Völkingen” (M1087; sprzedany Łotwie jako „Nemejs” (M03))

## Opis

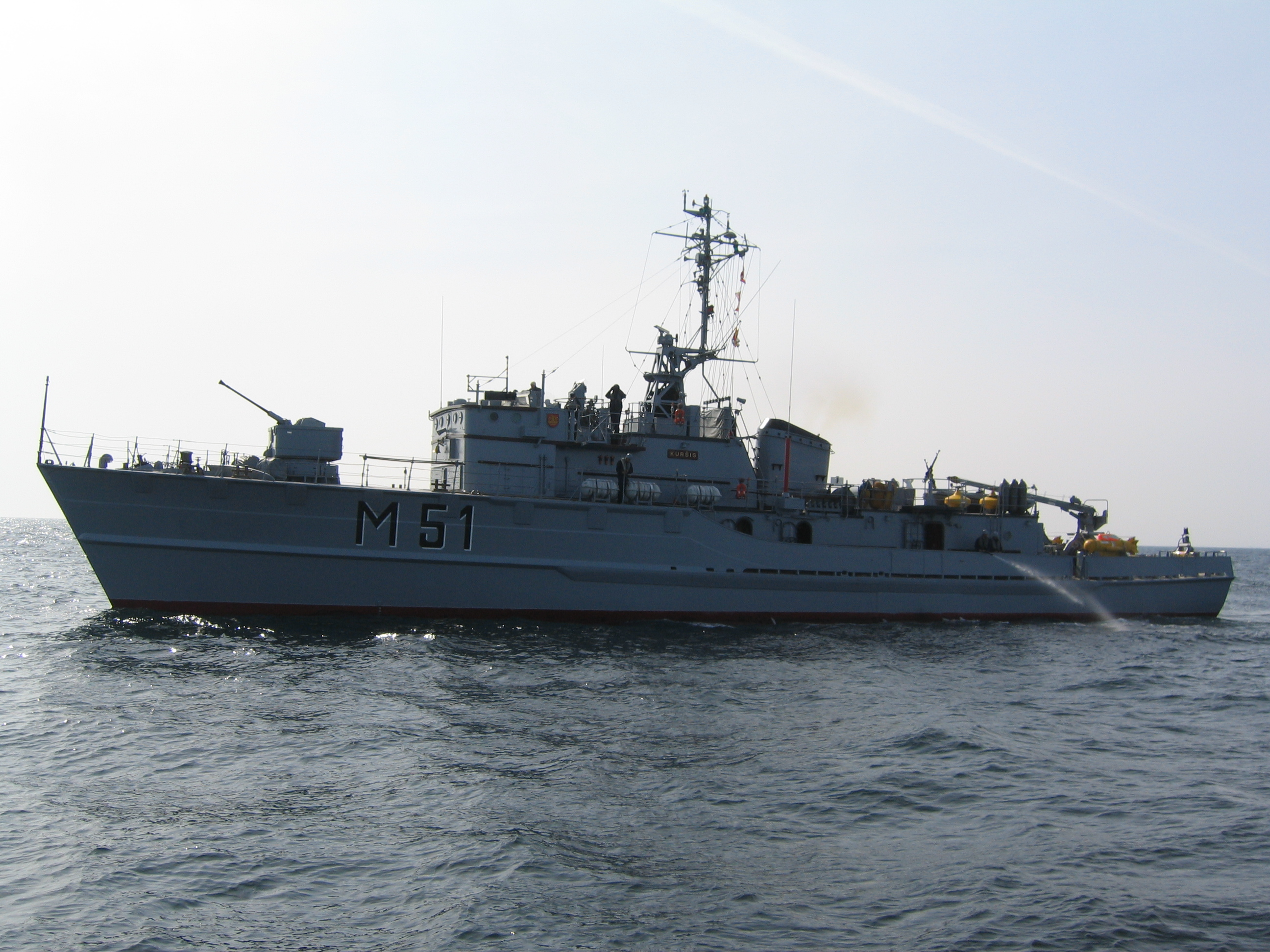
Sylwetka „Kuršis” w służbie litewskiej

Trałowce typu Lindau miały drewniany kadłub laminowany tworzywem sztucznym, z dość długim podwyższonym pokładem dziobowym. Na pokładzie dziobowym umieszczona jest armata i dalej główna, dość szeroka i niewysoka nadbudówka z pomostem dowodzenia. Pierwszych sześć trałowców (M1070 – M1075) zostało zbudowanych z wysoką nadbudówką dziobową, lecz po ich ukończeniu obawy co do ich stateczności spowodowały obniżenie jej o jedno piętro w latach 1958–59. Nadbudówka za uskokiem pokładu dziobowego przechodzi w pokładówkę na pokładzie rufowym; pośrodku długości jednostki znajduje się na niej kratownicowy maszt z podstawą radaru i dalej w kierunku rufy komin. Od przebudowy w połowie lat 60. okręty wyposażono w nadburcie na pokładzie rufowym.
Wyporność standardowa jednostek wynosiła początkowo 362 tony, a pełna 380 ton, lecz po przedłużeniu ich w I połowie lat 60. wynosiła odpowiednio 387 i 402 tony. Inne dane podawały przed przebudową wyporności odpowiednio 370 i 425 ton. Po dalszych modernizacjach, wyporność pełna w roli niszczycieli min sięgnęła 465 ton. Długość całkowita początkowo wynosiła 45 m, a po przebudowie w połowie lat 60: 47,1 m, natomiast długość na linii wodnej odpowiednio 42 m i 43,5 m. Szerokość wynosiła 8 m, a zanurzenie 2,5 m.
Napęd składał się z dwóch silników wysokoprężnych Maybach o mocy łącznej 4000 KM (2944 kW), napędzających dwie śruby o zmiennym skoku. Prędkość maksymalna wynosiła 17 węzłów. Maksymalny zapas paliwa wynosił 42 tony, a zasięg 1950 Mm przy 12 węzłach.
Uzbrojenie stanowiła pojedyncza armata przeciwlotnicza kalibru 40 mm o długości lufy L/70 (70 kalibrów) w odkrytej wieży na pokładzie dziobowym. Część źródeł podawało także dwa działka kalibru 20 mm.
Wyposażenie obserwacji technicznej stanowił radar TRS-N lub KM 1419 i stacja hydrolokacyjna DSQS-11. Zmodernizowane okręty typu 351 otrzymały sonar DSQS-11A, a niszczyciele min typu 331: sonar Plessey Type 193M.